# ام‌گه۳
ام‌گه۳ (MG3) مسلسل چندمنظوره ساخت شرکت آلمانی راین‌متال است که در دهه ۱۹۵۰ و ۶۰ بر اساس تیربار متوسط ام‌گه ۴۲ و به عنوان جایگزینی برای آن طراحی شده و به عنوان مسلسل سازمانی نیروی زمینی آلمان معرفی شد. این مسلسل از فشنگ کالیبر ۵۱×۷٫۶۲ میلی‌متر ناتو استفاده می‌کند و کماکان در بوندس‌ور و چندین کشور دیگر به عنوان سلاح پشتیبانی جوخه و مسلسل خودروهای نظامی استفاده می‌شود.
قابلیت حمل‌ونقل، استحکام، دقت بالا، اعتمادپذیری، چندکارگی و سادگی استفاده و نگهداری باعث شده تا ام‌گه۳ در یگان‌های نظامی مختلف کشورهای متعددی مورد استفاده قرار گیرد. این سلاح علاوه بر آلمان در کشورهایی همچون ایتالیا، اسپانیا، ترکیه، پاکستان، یونان، مکزیک، ایران و سودان نیز با مجوز سازنده آلمانی تولید می‌شود.